# Tri-City Chinook
I Tri-City Chinook sono stati una franchigia di pallacanestro di Kennewick, nello Stato di Washington, attivi tra il 1982 e il 1995 nella Continental Basketball Association.
Nacquero con il nome di Ohio Mixers nel 1982, disputando due stagioni, prima di diventare i Cincinnati Slammers, nome che portarono fino alla stagione 1986-87.
Dopo un anno di stop, ripartirono nella stagione 1988-89 con il nome di Cedar Rapids Silver Bullets fino ad assumere l'ultima denominazione all'inizio del 1991-92.
La franchigia scomparve dopo il campionato 1994-95.

## Stagioni
| Stagione | Lega | Denominazione               | V  | P  | %    | Piazzamento | Play-off               |
| -------- | ---- | --------------------------- | -- | -- | ---- | ----------- | ---------------------- |
| 1982-83  | CBA  | Ohio Mixers                 | 17 | 27 | 38,6 | 2º          | -                      |
| 1983-84  | CBA  | Ohio Mixers                 | 23 | 21 | 52,3 | 4º          | Semifinale di division |
| 1984-85  | CBA  | Cincinnati Slammers         | 17 | 31 | 35,4 | 6º          | -                      |
| 1985-86  | CBA  | Cincinnati Slammers         | 33 | 15 | 68,8 | 1º          | Finale di division     |
| 1986-87  | CBA  | Cincinnati Slammers         | 25 | 23 | 52,1 | 2º          | Finale di division     |
| 1987-88  |      | non disputata               |    |    |      |             |                        |
| 1988-89  | CBA  | Cedar Rapids Silver Bullets | 30 | 24 | 55,6 | 4º          | Semifinale di division |
| 1989-90  | CBA  | Cedar Rapids Silver Bullets | 25 | 31 | 44,6 | 3º          | -                      |
| 1990-91  | CBA  | Cedar Rapids Silver Bullets | 24 | 32 | 42,9 | 4º          | -                      |
| 1991-92  | CBA  | Tri-City Chinook            | 29 | 27 | 51,8 | 3º          | Primo turno            |
| 1992-93  | CBA  | Tri-City Chinook            | 27 | 29 | 48,2 | 2º          | Primo turno            |
| 1993-94  | CBA  | Tri-City Chinook            | 34 | 22 | 60,7 | 1º          | Primo turno            |
| 1994-95  | CBA  | Tri-City Chinook            | 34 | 24 | 57,1 | 3º          | Secondo turno          |